# Falaye Sacko
Falaye Sacko (Bamako, 1 de mayo de 1995) es un futbolista maliense que juega de defensa en el Neftçi P. F. K. de la Liga Premier de Azerbaiyán.

## Selección nacional
Es internacional con la selección de fútbol de Malí, con la que debutó el 11 de noviembre de 2017 en un partido clasificación para el Mundial 2018 frente a la selección de fútbol de Gabón.

## Clubes
| Club                          | País       | Año       |
| ----------------------------- | ---------- | --------- |
| Djoliba AC                    | Mali       | 2014-2015 |
| Újpest F. C.                  | Hungría    | 2015-2016 |
| Sint-Truidense (cedido)       | Bélgica    | 2015-2016 |
| Vitória de Guimarães B        | Portugal   | 2016-2017 |
| Vitória de Guimarães          | Portugal   | 2017-2023 |
| A. S. Saint-Étienne (cedido)  | Francia    | 2022      |
| Montpellier H. S. C. (cedido) | Francia    | 2022-2023 |
| Montpellier H. S. C.          | Francia    | 2023-2025 |
| Neftçi P. F. K.               | Azerbaiyán | 2025-     |